# Plutella
Plutella är ett släkte av fjärilar som beskrevs av Franz Paula von Schrank 1802. Plutella ingår i familjen Plutellidae.

## Dottertaxa tillPlutella, i alfabetisk ordning[1][2]
- Plutella acrodelta
- Plutella albidorsella
- Plutella albovenosa
- Plutella annulatella
- Plutella antiphona
- Plutella armoraciae
- Plutella balanopis
- Plutella bicingulata
- Plutella bigraphella
- Plutella brassicella
- Plutella butalidella
- Plutella canaella
- Plutella capparidis
- Plutella cicerella
- Plutella continetalis
- Plutella cruciferarum
- Plutella culminata
- Plutella dammersi
- Plutella deltodoma
- Plutella diluta
- Plutella dryoxyla
- Plutella dubiosella
- Plutella erysiphaea
- Plutella formicatella
- Plutella geniatella
- Plutella haasi, fjälltravsmal
- Plutella hesperidella
- Plutella horticola
- Plutella hufnagelii
- Plutella hyperboreella, fjällsenapsmal
- Plutella immaculicornella
- Plutella incarnatella
- Plutella insulella
- Plutella interrupta
- Plutella limbipennella
- Plutella maculipennis
- Plutella mariae
- Plutella megapterella
- Plutella mollipedella
- Plutella monochlora
- Plutella nephelaegis
- Plutella notabilis
- Plutella omissa
- Plutella orosema
- Plutella oxylopha
- Plutella polaris, polarsenapsmal
- Plutella porrectella, hesperidmal
- Plutella poulella
- Plutella psammochroa
- Plutella rectivittella
- Plutella sera
- Plutella stichocentra
- Plutella symmorpha
- Plutella triangulosella
- Plutella vanella
- Plutella viatica
- Plutella vigilaciella
- Plutella xylostella, kålmal

## Bildgalleri

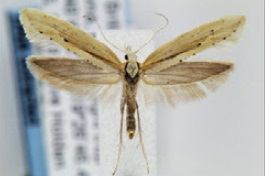
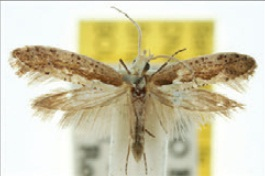
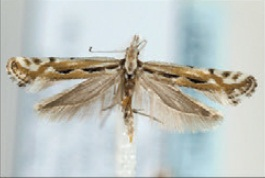
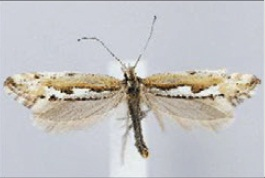
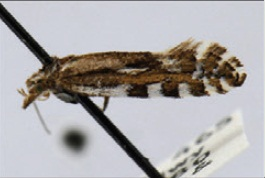
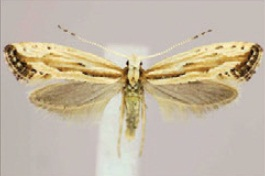